# سوراخ‌کاری

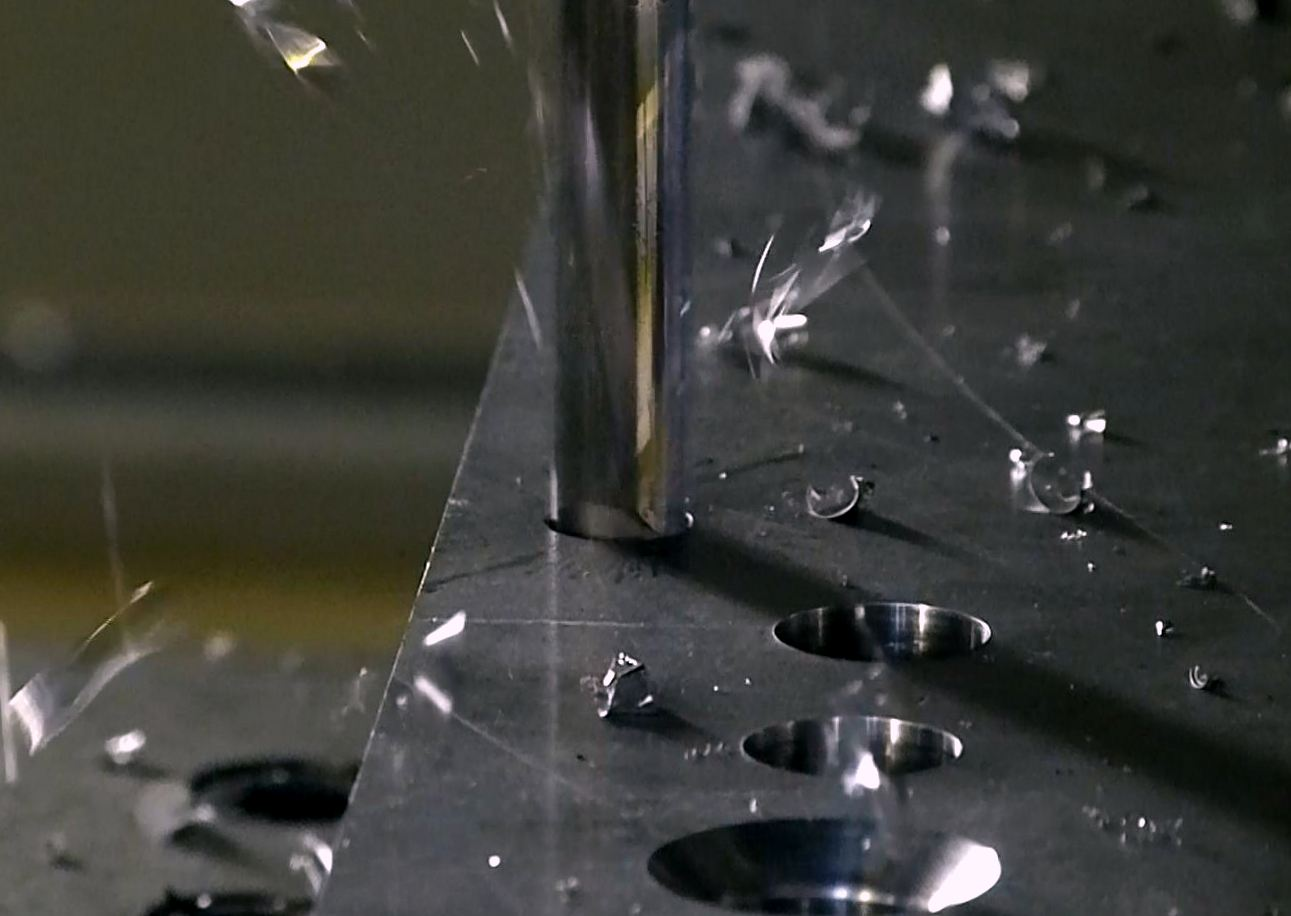
سوراخکاری تیتانیوم.

سوراخکاری (به انگلیسی: Drilling) گونه‌ای فرایند برش است که با استفاده از مته یک سوراخی با مقطع دایره‌ای روی قطعات ایجاد می‌شود. مته نوعی ابزار برش است که از مقاطع مختلف تشکیل شده که با سرعتی از صد تا هزاران دور بر دقیقه گردش می‌کند. در اثر پیشروی، لبه‌های مته نیروی زیادی به قطعه وارد کرده و سوراخکاری انجام  می‌گردد. حرکت برشی اولیه، چرخش مته است. در حالیکه پیشروی، حرکت مته در امتداد محور دوران آن به درون قطعه کار می‌باشد.
در سوراخکاری سنگ سوراخ با چرخش مته ایجاد نمی‌شود؛ بلکه با کوبیدن مته به داخل سوراخ با حرکات کند و سریع و تکراری ایجاد می‌شود. چکش زدن به سوراخ را می‌توان از خارج از سوراخ (به انگلیسی: top-hammer drill) یا از داخل سوراخ (به انگلیسی: Down-the-hole-drill) انجام داد. مته‌هایی که برای حفاری افقی استفاده  می‌شوند، مته‌های دریفتر (به انگلیسی: Drifter-drill) نامیده  می‌شوند.
در موارد نادر، از مته‌هایی با شکل خاص برای برش سوراخ‌هایی با سطح مقطع غیر دایره‌ای استفاده می‌شود.

## فرایند
سوراخ‌های حفر شده در سمت ورودی دارای لبه تیز (مگر اینکه برداشته شده باشند) است. همچنین داخل سوراخ معمولاً دارای علائم تغذیه مارپیچ است
حفاری ممکن است با ایجاد تنش‌های پسماند در اطراف دهانه سوراخ و تشکیل یک لایه بسیار نازک از مواد تحت فشار بر روی سطح تازه تشکیل شده بر خواص مکانیکی قطعه مورد نظر تأثیر بگذارد؛ بنابراین ممکن است قطع نسبت به خوردگی و انتشار ترک در سطح تحت تنش حساس تر شود. برای جلوگیری از این شرایط مضر،می‌توان عملیات پایانی روی قطعه انجام شود.
برای مته‌های شیاردار، هر قطعه از طریق شیارها برداشته  می‌شوند.قطعه‌ها ممکن است بسته به مواد و پارامترهای فرایند، مارپیچ‌های بلند یا تکه‌های کوچک تشکیل دهند. نوع قطعه‌های تشکیل‌شده می‌تواند نشان‌دهنده ماشین‌کاری مواد باشد.
بهتر است سوراخ‌های حفر شده عمود بر سطح قطعه کار قرار گیرند؛چون تمایل مته به "راه رفتن" را به حداقل می‌رساند، یعنی مته از خط مرکزی سوراخ منحرف نمی‌شود و باعث می‌شود سوراخ در جای خود قرار گیرد. هر چه نسبت طول به قطر مته بیشتر باشد، تمایل به راه رفتن بیشتر  می‌شود.تمایل به راه رفتن ممکن است به طریق دیگری نیز اتفاق افتد که عبارتند از:
- ایجاد علامت بر روی خط مرکزی سوراخکاری مانند:
  - ریخته‌گری، قالب‌گیری یا آهنگری یک علامت بر روی قطعه
  - سنبه نشان (به انگلیسی: center punching) (نشانی که محلی را که باید سوراخ یا مته شود مشخص  می‌کند)
  - مته متمرکز(به انگلیسی: center drilling)
  - پرداخت سطح(به انگلیسی: spot facing)؛که ماشینکاری یک ناحیه معین بر روی یک قطعه ریخته گری یا آهنگری برای ایجاد یک وجه به طور دقیق بر روی یک سطح ناهموار است.
- محدود کردن موقعیت مته با استفاده از قید و بوش‌های(به انگلیسی: drill bushing) مته

سطح پرداخت شده توسط حفاری ممکن است بین 32 تا 500 میکرو اینچ باشد. برش‌های نهایی سطوحی نزدیک به 32 میکرو اینچ ایجاد می‌کنند و زبر کردن نزدیک به 500 میکرو اینچ خواهد بود.
سیال برش معمولاً برای خنک کردن مته، افزایش عمر ابزار، افزایش سرعت و تغذیه، افزایش پرداخت سطح و کمک به بیرون ریختن تراشه‌ها استفاده  می‌شود. استفاده از این سیالات معمولاً با غرق کردن قطعه کار با مایع خنک کننده و روان کننده با استفاده از مه پاش انجام  می‌شود.
در تصمیم گیری برای استفاده از کدام مته، مهم است که کاربرد را در نظر بگیرید و ارزیابی کنید که کدام مته کار را به بهترین نحو انجام  می‌دهد. انواع مختلفی از مته‌ها وجود دارد که هر کدام هدف متفاوتی را انجام  می‌دهند. مته برگی قابلیت حفاری بیش از یک قطر را دارد. یودریل برای سوراخ کردن سوراخ‌های بزرگتر استفاده  می‌شود. 

### مته مرغک

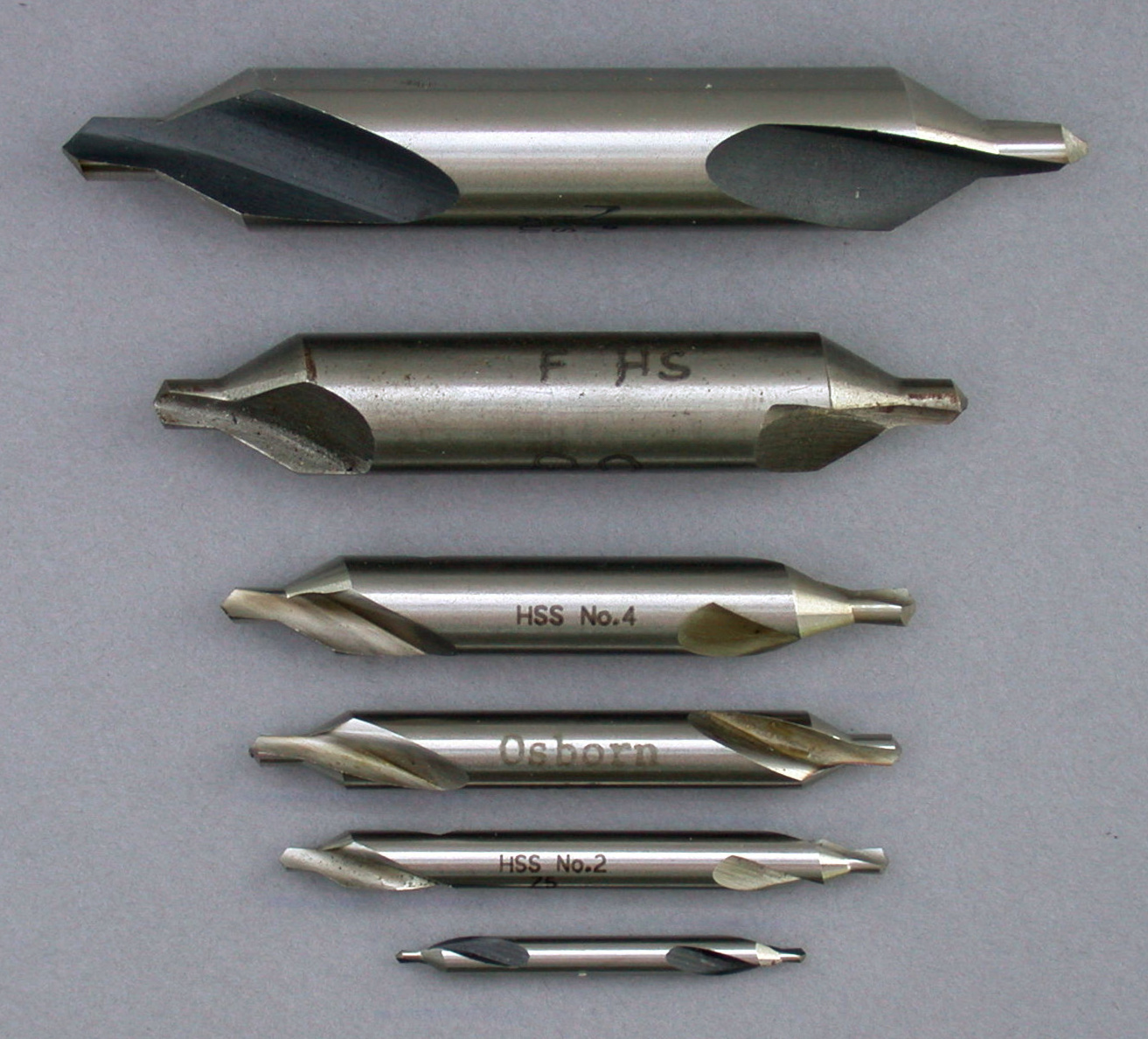
مته مرغک سایز 1 تا 6.

هدف حفاری سوراخی است که به عنوان راهنمای حفاری سوراخ نهایی عمل  می‌کند. سوراخ فقط تا حدی در قطعه حفر  می‌شود زیرا فقط برای هدایت شروع فرایند حفاری استفاده  می‌شود.

### حفاری عمیق

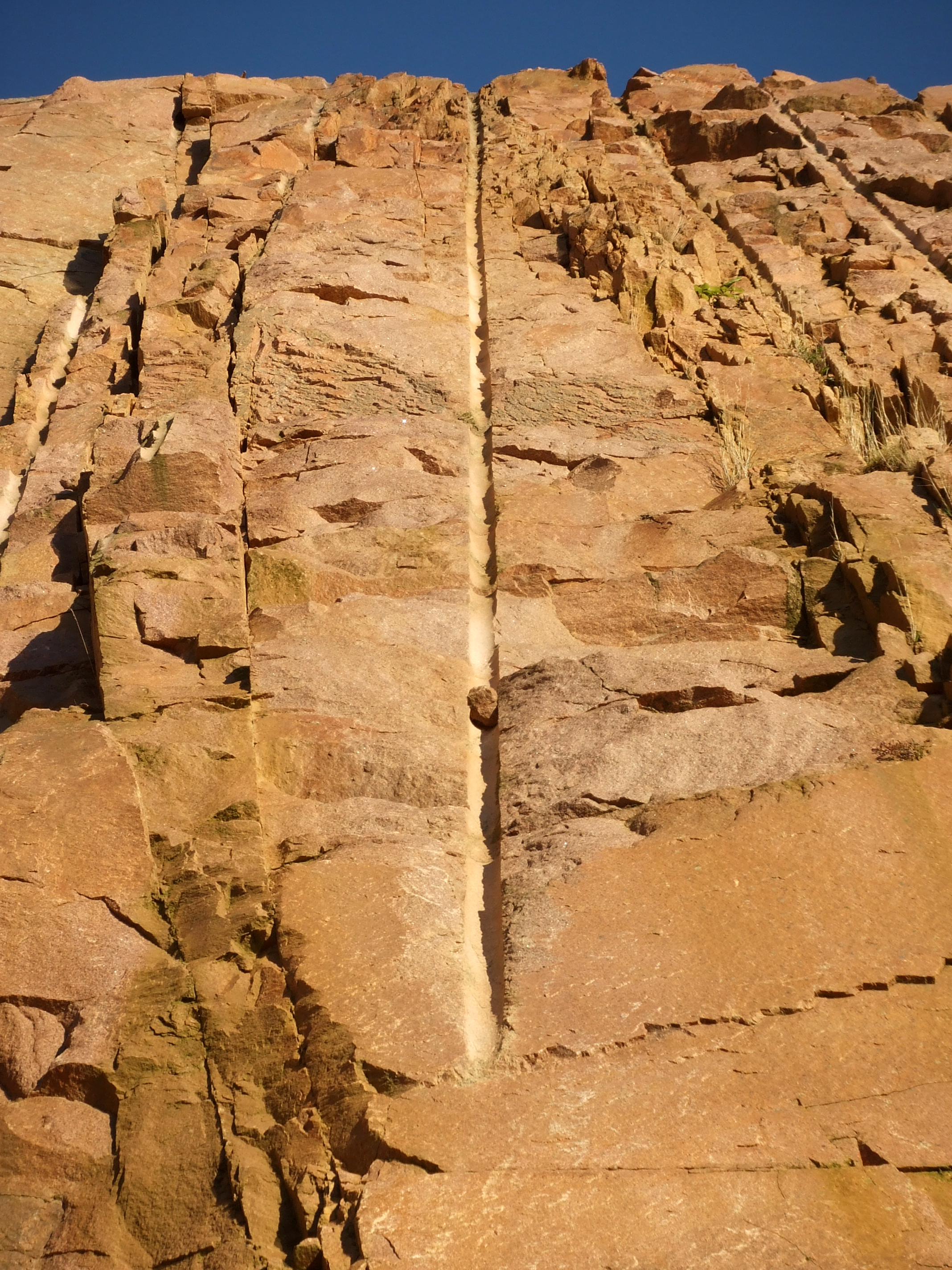
سوراخ انفجار چند متری، حفر شده در گرانیت.

حفاری عمیق به عنوان حفاری سوراخی با عمق بیش از ده برابر قطر سوراخ تعریف  می‌شود. این نوع سوراخ‌ها برای حفظ صافی و تلرانس نیاز به تجهیزات خاصی دارند. ملاحظات دیگر، گرد بودن و پرداخت سطح است. حفاری سوراخ عمیق به طور کلی با چند روش ابزاری قابل دستیابی است، معمولاً حفاری با تفنگ یا حفاری BTA. این روش‌ها به دلیل روش ورود مایع خنک کننده  (داخلی یا خارجی) و روش حذف قطعه(داخلی یا خارجی) متمایز  می‌شوند. استفاده از روش‌هایی مانند ابزار دوار، تکنیک‌های رایج برای دستیابی به تلرانس‌های صافی، مورد نیاز است. روش‌های ابزار ثانویه عبارتند از سوراخکاری مقطعی، چیدن و برش زدن. در نهایت، نوع جدیدی از فناوری حفاری، حفاری ارتعاشی است. این فناوری با یک لرزش محوری کنترل شده کوچک مته، تراشه‌ها را  می‌شکند. تراشه‌های کوچک به راحتی توسط شیارهای مته جدا  می‌شوند. یک سیستم نظارتی با تکنولوژی بالا برای کنترل نیرو، گشتاور، ارتعاشات و آکوستیک استفاده  می‌شود. ارتعاش یک نقص عمده در حفاری سوراخ عمیق در نظر گرفته  می‌شود که اغلب  می‌تواند باعث شکستن مته شود. معمولاً برای کمک به این نوع حفاری از یک خنک کننده مخصوص استفاده  می‌شود.

### حفاری با تفنگ
حفاری تفنگ ابتدا برای حفاری لوله‌های تفنگ استفاده می‌شد و معمولاً برای حفاری سوراخ‌های عمیق با قطر کمتر استفاده  می‌شود. نسبت عمق به قطر  می‌تواند حتی بیشتر از 300 باشد. ویژگی کلیدی حفاری تفنگی این است که مته‌ها خود محور هستند. این همان چیزی است که باعث چنین سوراخ‌های دقیق و عمیقی می‌شود. مته‌ها از یک حرکت چرخشی مشابه مته پیچشی استفاده  می‌کنند. با این حال، مته‌ها با لنت‌های یاتاقانی طراحی شده اند که در امتداد سطح سوراخ  می‌لغزند و مته را در مرکز نگه  می‌دارند. حفاری تفنگ معمولاً با سرعت بالا و نرخ کم انجام  می‌شود.

### سوراخکاری مقطعی

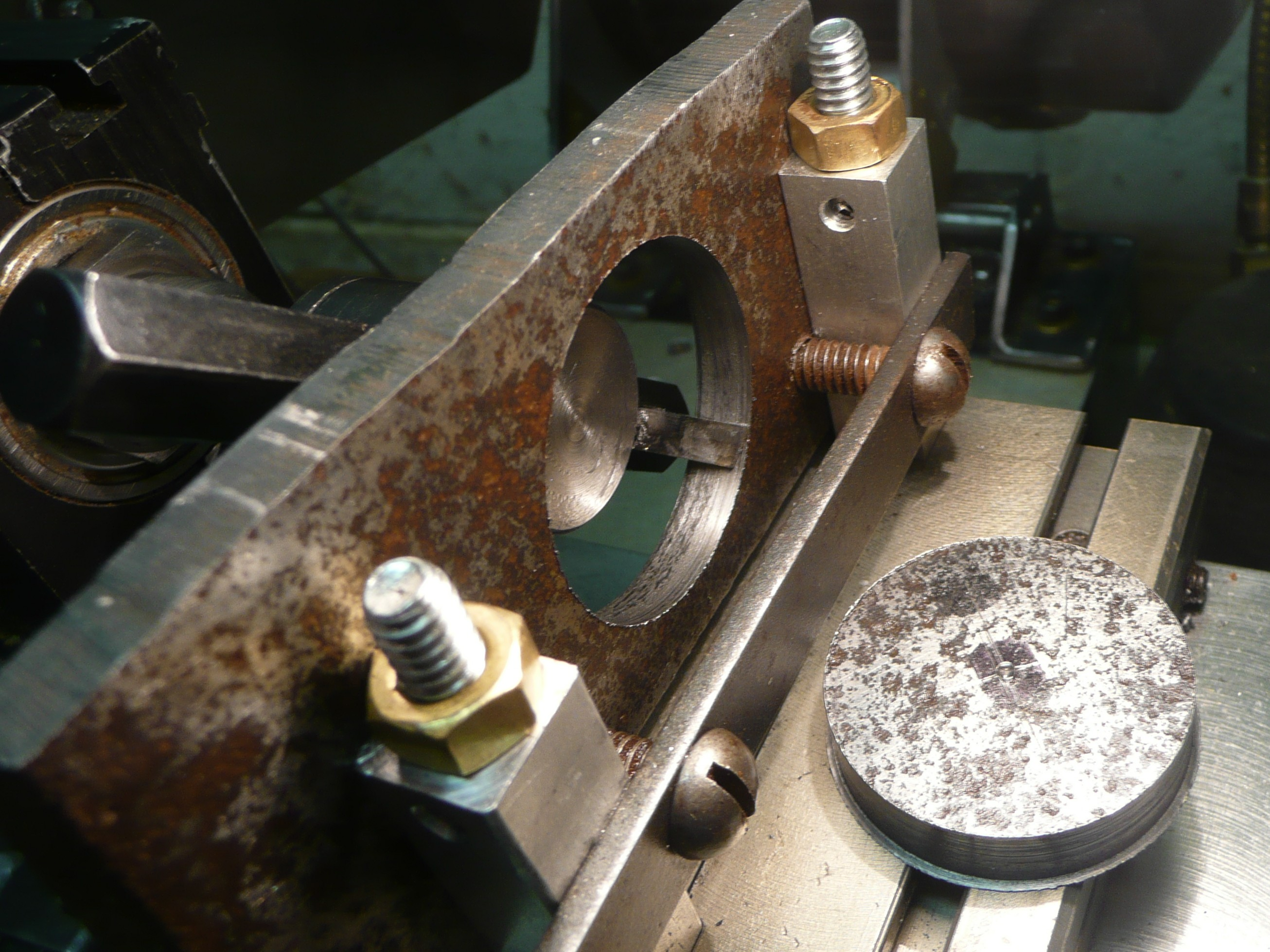
سوراخکاری مقطعی در صفحه فولادی در این مورد، نگهدارنده ابزار بر روی یک پایه تراش نصب می‌شود در حالی که قطعه بر روی لغزنده متقاطع نصب می‌شود.

سوراخکاری مقطعی معمولاً برای ایجاد سوراخ‌هایی با قطر بزرگتر (تا 915 میلی متر (36.0 اینچ)) که در آن استفاده از مته استاندارد امکان پذیر یا مقرون به صرفه نیست استفاده  می‌شود. سوراخکاری مقطعی قطر مورد نظر را با برش یک دیسک جامد حذف  می‌کند. سوراخکاری مقطعی روی محصولات مسطح مانند ورق فلز، گرانیت (سنگ حلقه‌دار)، صفحات مانند تیرهای I و همچنین برای ایجاد شیارهایی برای قرار دادن مهر و موم‌ها مانند حلقه‌ها مفید باشد.

### میکرو حفاری
میکرو حفاری برای سوراخ‌هایی کمتر از 0.5 میلی متر (0.020 اینچ) استفاده می‌شود. حفاری سوراخ‌ها در این قطر کوچک مشکلات زیادی را ایجاد می‌کند، زیرا نمی‌توان از مته‌ها با خنک‌کننده استفاده کرد و به سرعت‌های بالا نیاز است. سرعت بالای چرخش که بیش از 10000 دور در دقیقه است نیاز به استفاده از نگهدارنده ابزار دارد.

### سوراخکاری ارتعاشی

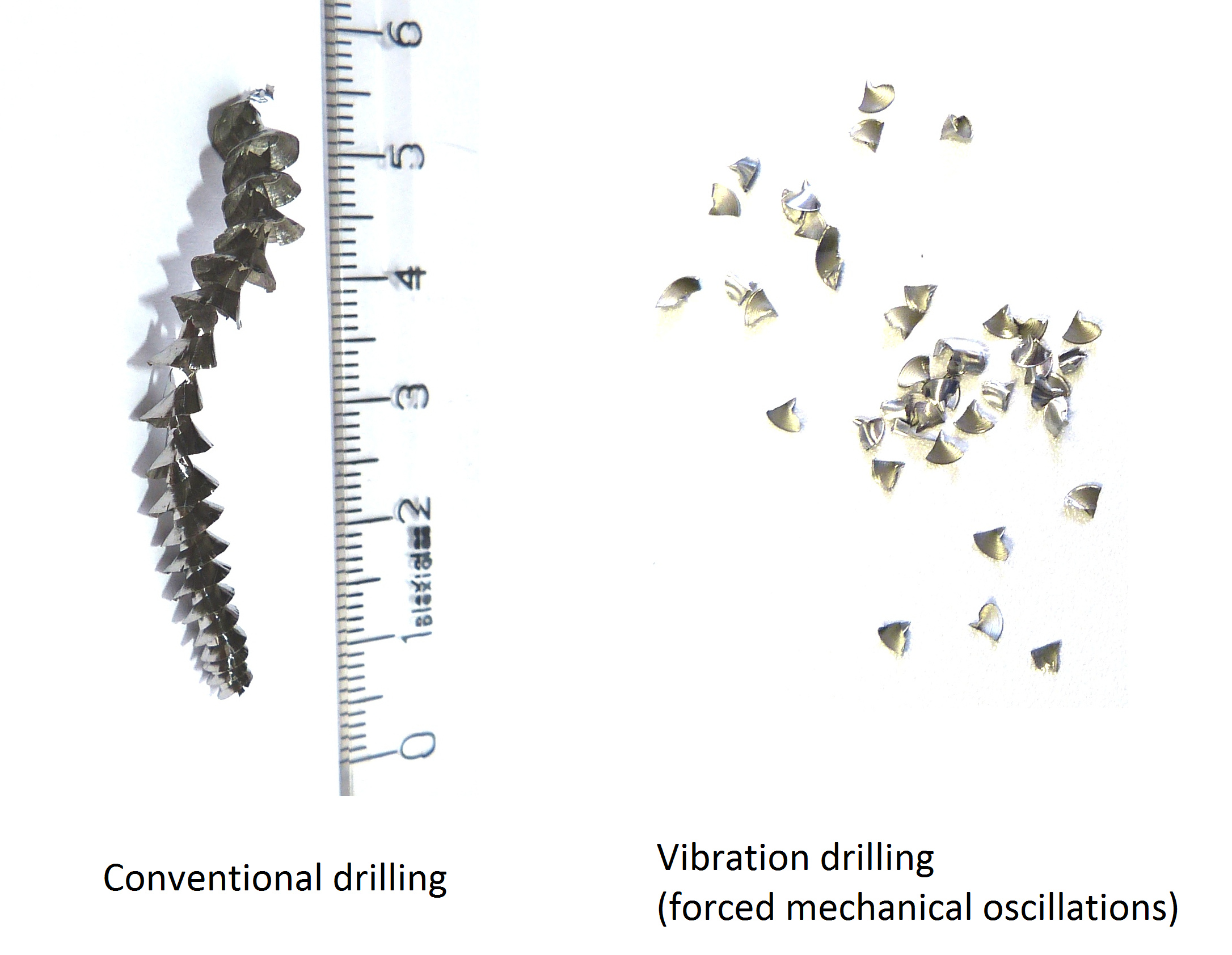
حفاری معمولی در مقابل حفاری ارتعاشی

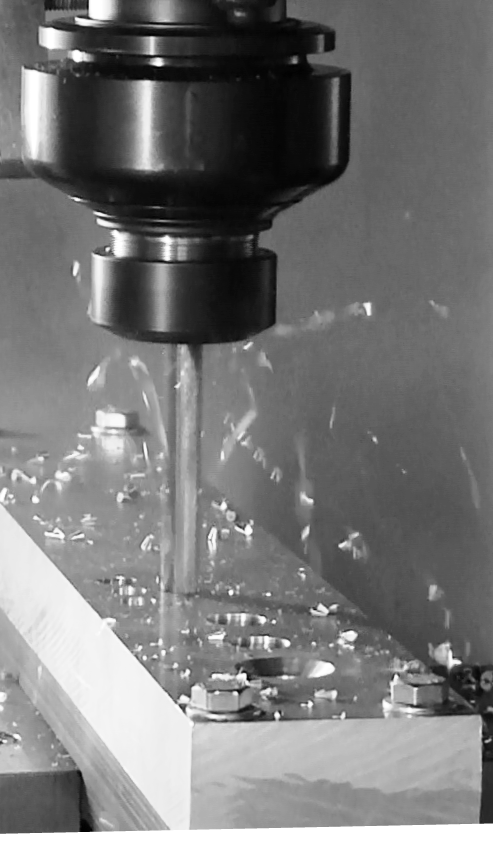
حفاری لرزشی آلومینیوم

اولین مطالعات در مورد حفاری ارتعاشی در دهه 1950 آغاز شد (Pr. V.N. Poduraev, Moscow Bauman University).
هدف اصلی ایجاد ارتعاشات یا نوسانات محوری همچنین حرکت تغذیه مته است به طوری که براده‌ها شکسته  می‌شوند و سپس به راحتی از منطقه برش جدا  می‌شوند. دو فناوری اصلی حفاری ارتعاشی : سیستم‌های ارتعاشی خودنگه‌دار (به انگلیسی:self-maintained) و سیستم‌های ارتعاشی اجباری (به انگلیسی:forced vibration). بیشتر فناوری‌های حفاری ارتعاشی هنوز در مرحله تحقیقاتی هستند. در مورد حفاری ارتعاشی خودنگهدار، فرکانس طبیعی ابزار به منظور ایجاد لرزش طبیعی در حین برش استفاده  می‌شود.
ارتعاشات توسط یک سیستم جرم و فنر که در ابزار قرار داده شده است، حفظ  می‌شود. همچنین می‌توان از یک سیستم پیزوالکتریک برای تولید و کنترل ارتعاشات استفاده کرد. این سیستم‌ها فرکانس‌های ارتعاشی بالا (تا 2 کیلوهرتز) را برای اندازه‌های کوچک (حدود چند میکرومتر) تولید می‌کند، اینها برای حفاری سوراخ‌های کوچک مناسب هستند. در نهایت، ارتعاشات را  می‌توان توسط سیستم‌های مکانیکی ایجاد کرد  دریل مگنت :فرکانس با ترکیب سرعت چرخش و تعداد نوسان در هر چرخش (چند نوسان در هر چرخش) با بزرگی حدود 0.1 میلی متر داده  می‌شود. حفاری ارتعاشی در شرایطی مانند حفاری سوراخ عمیق، حفاری پشته ای چند ماده (هواپیمایی) و حفاری خشک (بدون روغن کاری) راه حل ترجیحی است.  به طور کلی، قابلیت اطمینان بالاتر و کنترل بیشتر عملیات حفاری را فراهم  می‌کند.

### درج دایره (به انگلیسی:Circle interpolating)

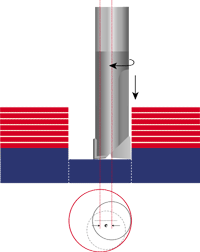
حفاری مداری

درج کردن دایره‌ای، که به عنوان حفاری مداری نیز شناخته  می‌شود، فرایندی است برای ایجاد سوراخ با استفاده از دستگاه برش. حفاری مداری مبتنی بر چرخش یک ابزار برش حول محور خود و به طور همزمان حول محور مرکزی است که از محور ابزار برش منحرف شده است. سپس ابزار برش را  می‌توان به طور همزمان در جهت محوری برای سوراخ کردن یا ماشین کاری یک سوراخ حرکت داد. با تنظیم،  می‌توان از یک ابزار برش با قطر خاص برای سوراخ کردن سوراخ‌هایی با قطرهای مختلف همانطور که در تصویر نشان داده شده است استفاده کرد. این به این معنی است که موجودی ابزار برش را  می‌توان به میزان قابل توجهی کاهش داد. اصطلاح حفاری مداری از این نشأت می‌گیرد که ابزار برش به دور مرکز سوراخ می‌چرخد. انحراف دینامیکی و اجباری در حفاری مداری دارای چندین مزیت در مقایسه با حفاری معمولی است که دقت سوراخ را به شدت افزایش  می‌دهد. نیروی رانش کمتر باعث ایجاد حفره بدون سوراخ هنگام حفاری در فلزات  می‌شود.  هنگام حفاری در مواد کامپوزیتی، مشکل لایه لایه شدن را برطرف می‌کند.

## مواد

### سوراخکاری در فلز

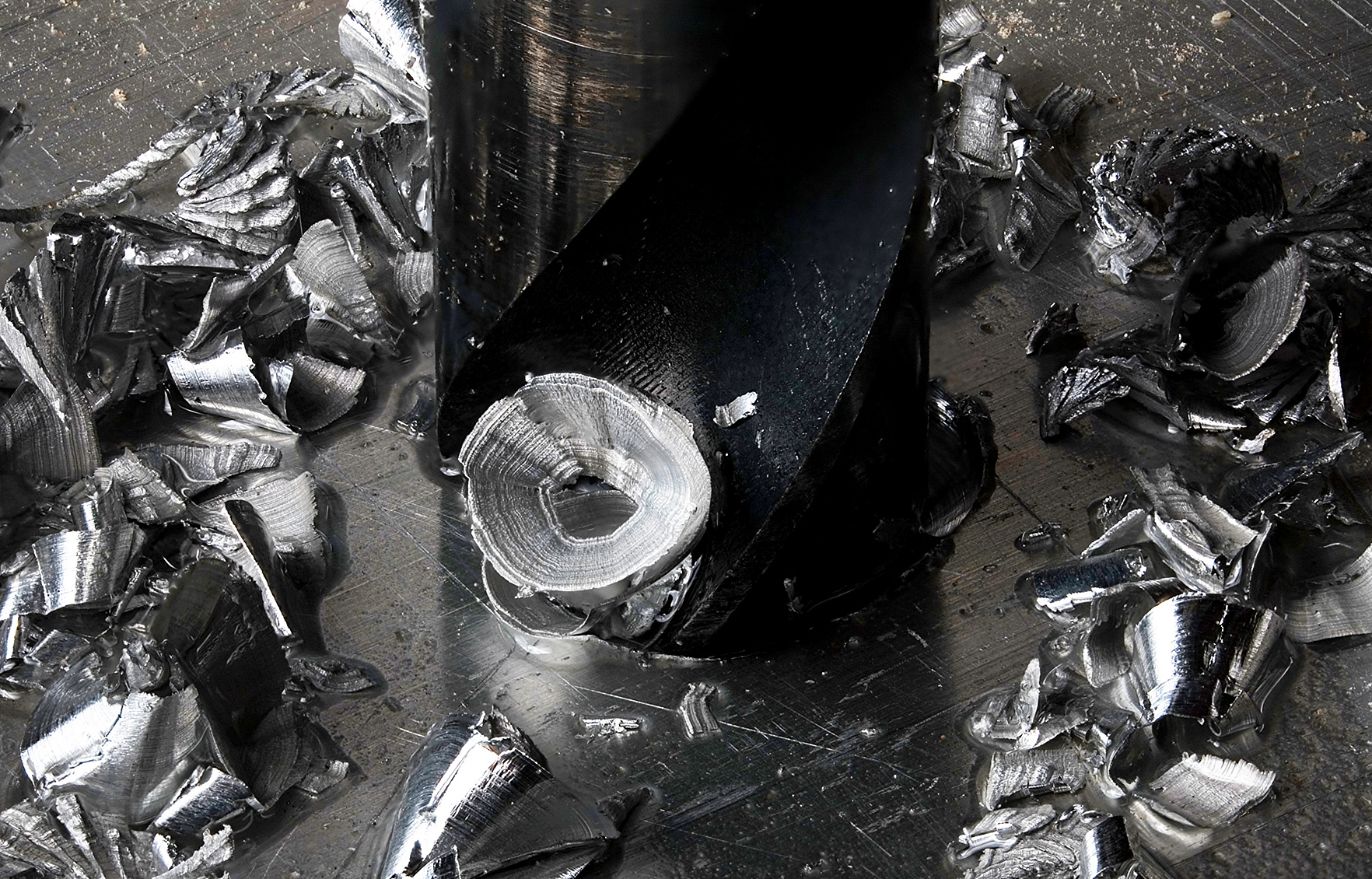
مته پیچشی فولادی با سرعت بالا برای سوراخ کردن آلومینیوم با روان کننده متیله الکل

معمولا براده‌ها به سمت بالا و دور از مته توسط شیار مته منتقل می‌شوند. لبه‌های برش براده‌های بیشتری تولید  می‌کنند که حرکت براده‌ها را به سمت بیرون از سوراخ ادامه  می‌دهد. این کار تا زمانی که براده‌ها متراکم شوند، موفقیت آمیز است،در غیر این صورت دریل را کمی یا به طور کامل از سوراخ خارج می‌کنند. گاهی اوقات از سیال برشی برای رفع این مشکل و افزایش عمر ابزار با خنک کردن و روانکاری نوک و جریان تراشه استفاده  می‌شود. مایع خنک‌کننده ممکن است از طریق سوراخ‌هایی از طریق ساقه مته وارد شوند که در استفاده از مته تفنگی رایج است. به ویژه هنگام برش آلومینیوم، سیال برش به اطمینان از یک سوراخ صاف و دقیق کمک  می‌کند و در عین حال از گیر کردن مته فلزی در فرآیند سوراخ کردن جلوگیری  می‌کند.
ممکن است هنگام سوراخ کردن فلزات نرم مانند برنج، فلز مته را بگیرد و باعث پچ‌پچ شود. 1-2 میلی متر را  می‌توان روی لبه برش آسیاب کرد تا زاویه 91 تا 93 درجه ایجاد شود؛که این مانع از "پچ پچ" فلز  می‌شود که در طی آن مته به جای بریدن فلز،آن را پاره میکند. با این حال، بااین شکل لبه برش، مته به جای گرفتن فلز، فلز را دور  می‌کند. این باعث اصطکاک بالا و براده‌های بسیار داغ  می‌شود.

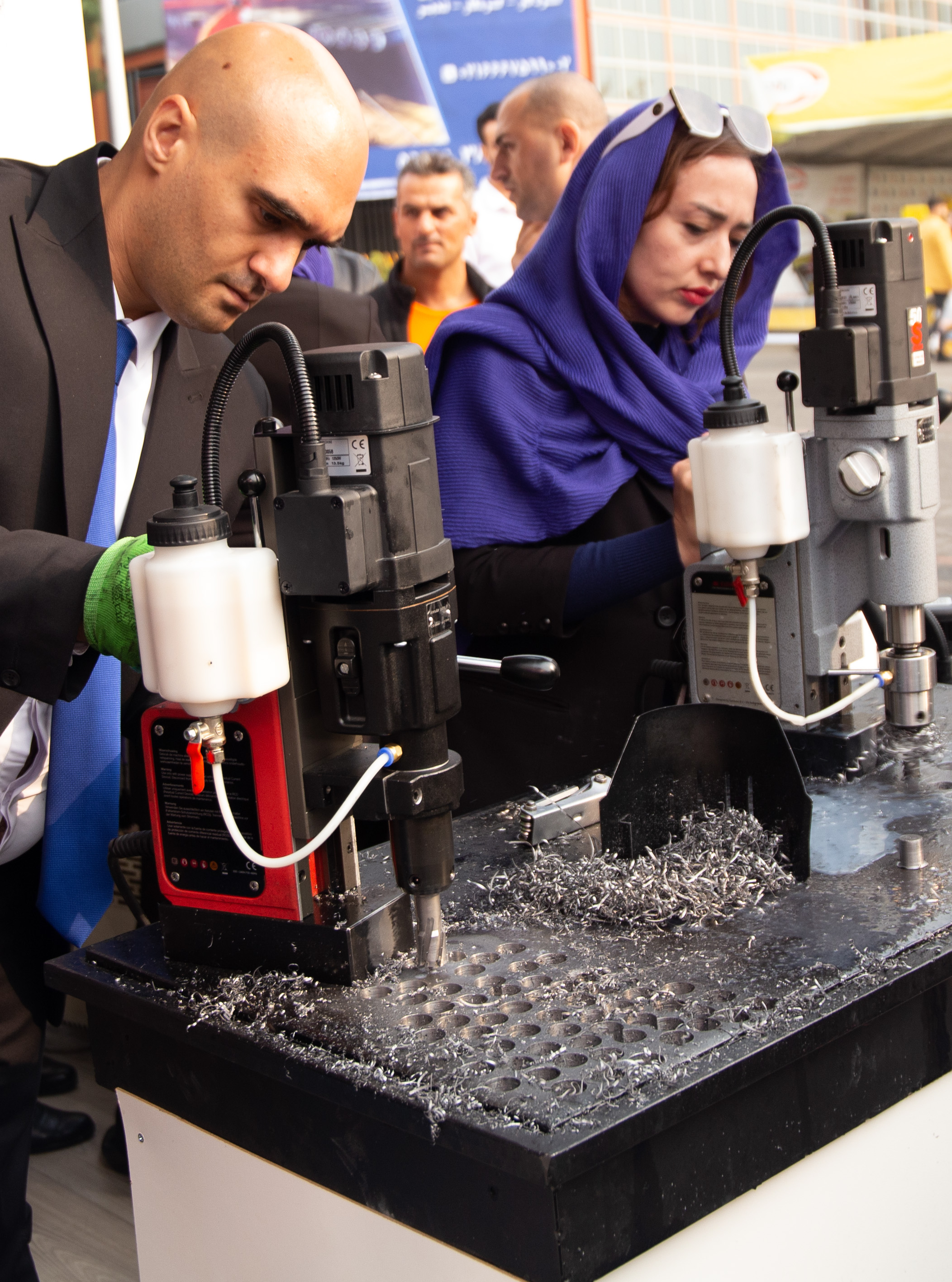
دریل مگنت به عنوان یکی از ابزارهای رایج سوراخکاری

برای سوراخ‌های نسبتاً عمیق، از مته‌های حفره روغنی استفاده می‌شود،که با روان‌کننده‌ای که از طریق یک سوراخ کوچک در مته به سر آن مته پمپ می‌شود و در امتداد شیار به بیرون جریان می‌یابد. آرایش مته پرس معمولی را  می‌توان در حفاری با روغن استفاده کرد، اما بیشتر در ماشین‌های حفاری اتوماتیک که در آن قطعه کار به جای مته  می‌چرخد، دیده  می‌شود.

#### دستگاه cnc
در ماشین‌های کنترل عددی کامپیوتری (CNC) از فرآیندی به نام حفاری پیک یا حفاری قطع شده استفاده می‌شود تا در حفاری سوراخ‌های عمیق (تقریباً زمانی که عمق سوراخ سه برابر قطر مته بیشتر باشد) از تجمع مخرب ضایعات جلوگیری کنند. در حفاری پک (به انگلیسی: Peck drilling) مته را در قسمتی از قطعه که حداکثر پنج برابر قطر مته است فرو می‌برند و سپس به سطح جمع می‌کنند. این کار تا زمانی که سوراخ تمام شود تکرار  می‌شود. شکل اصلاح شده این فرآیند، به نام حفاری با سرعت بالا (به انگلیسی: high speed peck) یا شکستن براده (به انگلیسی: chip breaking)، فقط مته را کمی جمع  می‌کند. این فرآیند سریعتر است، اما فقط در سوراخ‌های نسبتا طولانی استفاده  می‌شود، در غیر این صورت مته بیش از حد گرم می‌شود. همچنین این روش برای سوراخ کردن مواد رشته‌ای، برای شکستن براده‌ها استفاده  می‌شود .
هنگامی که امکان ماشینکاری مواد با دستگاه СNС وجود ندارد، ممکن است از دستگاه حفاری مغناطیسی استفاده شود. این روش امکان حفاری را در موقعیت افقی و حتی در سقف را فراهم  می‌کند. معمولا برای این ماشین‌ها بهتر است از کاتر استفاده شود زیرا با سرعت کمتری  می‌توانند بسیار سریعتر سوراخ کنند. اندازه‌های برش از 12 میلی متر تا 200 میلی متر و از 30 میلی متر تا 200 میلی متر متفاوت است. این ماشین‌ها به طور گسترده در صنایع ساختمانی، ساخت، دریایی و صنایع نفت و گاز استفاده  می‌شود. در صنعت نفت و گاز از دستگاه‌های حفاری مغناطیسی پنوماتیکی برای جلوگیری از جرقه استفاده  می‌شود و همچنین از دستگاه‌های حفاری مغناطیسی لوله‌ای مخصوص که  می‌توان بر روی لوله‌هایی با اندازه‌های مختلف نصب کرد نیز استفاده می‌شود. ماشین‌های حفاری صفحه‌ای سنگین راه‌حل‌های باکیفیت در ساخت ساختمان‌های فولادی، پل‌سازی، کارخانه‌های کشتی‌سازی و زمینه‌های مختلف بخش ساخت و ساز هستند.

### سوراخکاری در چوب
چوب نرم‌تر از اکثر فلزات است، سوراخ کردن در چوب به طور قابل توجهی آسان تر و سریعتر از سوراخکاری در فلزات است، مثلا دیگر نیاز به سیالات برشی نیست. مسئله اصلی در حفاری چوب، اطمینان از تمیز بودن سوراخ‌های ورود و خروجی و جلوگیری از سوختن است. برای جلوگیری از سوختن باید از قطعات تمیز و سرعت مناسب استفاده کرد. مته‌ها  می‌توانند تراشه‌های چوب را در اطراف سوراخ بالا و پایین کنند و این در کاربردهای نجاری خوب نامطلوب است. در برخی موارد که کیفیت سوراخ مهم نیست،علاوه بر مته از تعدادی لقمه برای برش سریع در چوب استفاده می‌شود. بسیاری از انواع مته‌های تخصصی برای سوراخ کردن سوراخ‌های دقیق در چوب ساخته شده اند، از جمله مته‌های براد پوینت (به انگیسی:brad-point bit)، مته‌های فورستنر (به انگلیسی:Forstner bit) و اره‌های گردبر (به انگیسی: hole saw). تراشه در هنگام خروج را  می‌توان با استفاده از یک تکه چوب به عنوان پشتیبان پشت قطعه کار به حداقل رساند و گاهی اوقات از همین روش برای تمیز نگه داشتن ورودی سوراخ استفاده  می‌شود. شروع سوراخکاری در چوب آسان‌تر است، زیرا مته را می‌توان با فشار دادن آن به چوب و ایجاد گودی به طور دقیق در محل قرار داد،بنابراین مته تمایل کمی برای منحرف شدن خواهد داشت.

### دیگر
برخی از مواد مانند پلاستیک و همچنین سایر غیر فلزات و برخی فلزات تمایل به گرم شدن کافی دارند تا سوراخ را کوچکتر از حد مورد نظر منبسط کنند.

## فرایند‌های مرتبط
برخی از فرایندهای مرتبط که اغلب همراه با حفاری هستند:

#### خزینه دار کردن (به انگلیسی:Counterboring)

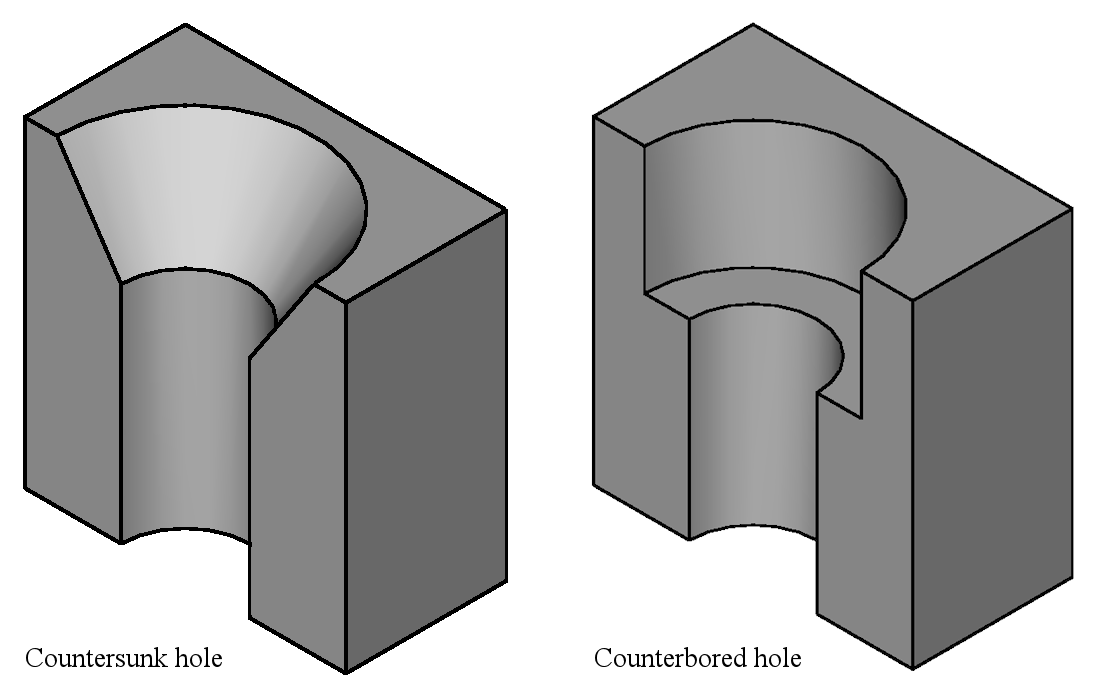
مقایسه سوراخ‌های خزینه شده (راست) و پخ شده (چپ)

این فرآیند یک سوراخ پلکانی ایجاد می‌کند که در آن قطر بزرگ‌تر، قطر کوچک‌تر را تا حدی به سوراخ وصل میکند.

#### پخ‌کردن (به انگلیسی:Countersinking)
این فرآیند شبیه به خزینه دار کردن است اما پلکان در سوراخ مخروطی شکل است.

#### بورینگ(به انگلیسی:Boring)
بورینگ دقیقاً یک سوراخ موجود را با استفاده از یک برش نقطه ای بزرگ  می‌کند.

#### سوراخکاری اصطکاکی (به انگلیسی:Friction drilling)

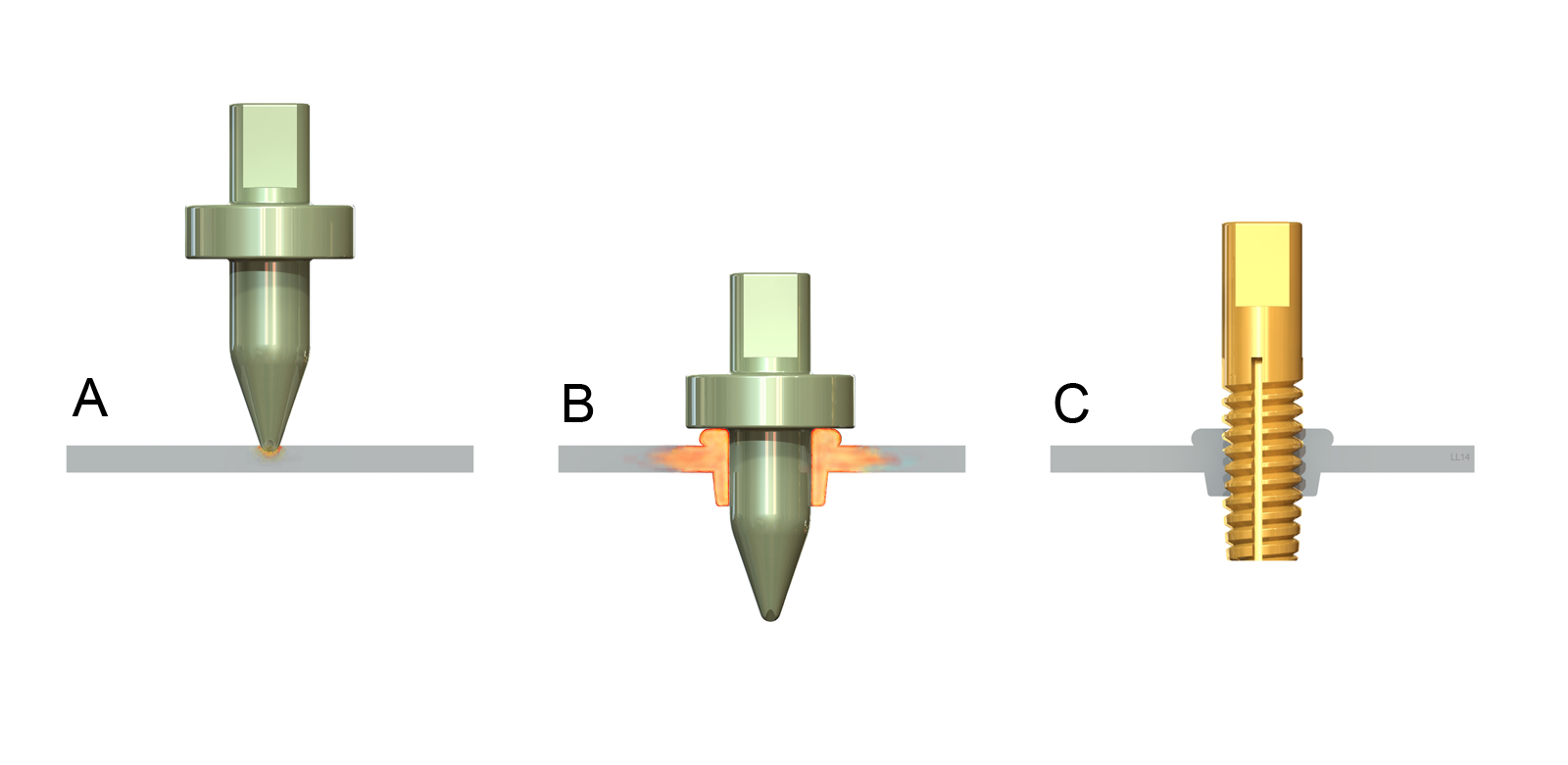
مراحل اساسی در فرآیند حفاری اصطکاکی: A. اعمال فشار. B. ابزار هدف را گرم کردن. C. ضربه زدن به رزوه پیچ

سوراخ کردن با استفاده از تغییر شکل پلاستیکی (تحت حرارت و فشار) به جای برش.

#### برقو(به انگلیسی:Reaming)
برقو اندازه یک سوراخ را بزرگ  می‌کند تا طرفین صاف باقی بماند.

#### کف تراشی موضعی (به انگلیسی:Spot facing)
این شبیه به آسیاب است، از آن برای ایجاد یک سطح صاف بر روی قطعه در یک منطقه استفاده  می‌شود.